# Национални стадион у Братислави
Национални стадион у Братислави (слч. Národný futbalový štadión, Tehelné pole је вишенаменски стадион у Братислави, Словачка. Завршен је 2019. године и користи се за фудбалске утакмице, укључујући домаће утакмице ШК Слован Братислава и фудбалске репрезентације Словачке. Овај пројекат се тиче узајамне помоћи познатог словачког предузетника Ивана Кмотрика као власника ШК Слован Братислава и Владе Словачке. Стадион има капацитет за 22.500 гледалаца, а заменио је стари стадион Техелне Поле, који је срушен у лето 2013.

## Локација
Техелне поле је било насеље у Братислави у Словачкој, које карактерише присуство неколико спортских објеката. Административно, насеље припада општини Нове Место, која се налази око 5 км североисточно од центра. Немачки и мађарски називи за овај локалитет су Зигелфелд (Ziegelfeld) и Тегламезе (Téglamező).

## Значајније утакмице
Прва утакмица одиграна је на стадиону 16. јануара 2019. Само власници сезонских карата имали су приступ пријатељској утакмици између Слована и чешког прволигаша Сигме из Оломоуца. Прво такмичење одржано је 3. марта 2019. У 21. колу Словачке лиге, Слован је победио свог главног ривала Трнаву пред пуним трибинама. 11. маја 2019. Слован, освајач титуле, победио је Жилину са 6–2 у утакмици посвећеној стогодишњици клуба, коју је Слован прославио 3. маја. 24. маја 2019, Слован је победио Серед са 3–1 у последњем колу лиге, а након утакмице је одржана прва првенствена прослава на стадиону.
Као шампион, Слован се квалификовао за УЕФА Лигу шампиона 2019/20. Прва европска утакмица на стадиону била је 10. јула 2019, када је Слован одиграо нерешено са Сутјеском из Никшића, шампионом Црне Горе. Две недеље касније, одиграна је прва утакмица Лиге Европе на стадиону, где је Слован у другом колу квалификација играо против Фероникелија са Косова. Слован је затим ушао у групну фазу и играо против Бешикташа, Вулверхемптона и Браге.
Прва међународна утакмица на Техелне Поле одиграна је 13. октобра 2019, када је Словачка одиграла нерешено са Парагвајем у пријатељској утакмици.
Слован је 4. децембра 2019. одиграо свој први меч у Купу Словачке на стадиону, победивши Жилину са 2–0. Стадион је 8. јула 2020. био домаћин финала Словачког купа, где је Слован победио Ружомберок са 1–0 и славио на свом терену.
Први меч Лиге Конференције на Техелне Поле одигран је 16. септембра 2021, када је Слован изгубио од Копенхагена у групној фази овог новог такмичења.

## Слике стадиона
- Техелне поле 2019.
- Техелне поле 2021.
- Трибина на стадиону Техелне поле (2021)